# Percy Courtman
Percy Courtman (ur. 14 maja 1888 r. w Chorlton-cum-Hardy, zm. 2 czerwca 1917 w Neuville-Bourjonval) – brytyjski pływak specjalizujący się w stylu klasycznym, brązowy medalista igrzysk olimpijskich (1912).
W 1908 roku wystartował na igrzyskach w Londynie, gdzie na dystansie 200 m stylem klasycznym nie zakwalifikował się do półfinałów.  
Cztery lata później, podczas igrzysk olimpijskich w Sztokholmie zdobył brązowy medal w konkurencji 400 m żabką. Na dystansie 200 m stylem klasycznym zajął czwarte miejsce.
Zginął we Francji w wieku 29 lat podczas walki w trakcie I wojny światowej.